# Boletopsis grisea
Boletopsis grisea là một loài nấm trong họ Bankeraceae. Loài nấm này được tìm thấy ở châu Á, Bắc Mỹ và châu Âu. Loài này được mô tả lần đầu vào năm 1874 là một loài của chi Polyporus bởi nhà nghiên cứu nấm Mỹ Charles Horton Peck, ông sưu tập mẫu ở Copake, New York. Appollinaris Semenovich Bondartsev và Rolf Singer đã chuyển loài này sang chi Boletopsis năm 1941.